# Abdelwahab Ferguène
Abdelwahab Ferguène, född 18 november 1958, är en algerisk friidrottare. Han deltog vid olympiska sommarspelen 1984 och olympiska sommarspelen 1988.